# Війське
Війське (пол. Wujskie) — лемківське село в Польщі, у гміні Сянік Сяноцького повіту Підкарпатського воєводства.
Населення — 379 осіб (2011).

## Історія

Війське між 1937-1939 рр., вид на церкву св. Кузьми і Дем'яна

Згадується в 1513 р. Входило до Сяніцької землі Руське воєводства. В 1629 р. в селі була зведена церква.
У 1895 році село нараховувало 120 будинків і 782 мешканці (743 греко-католики, 21 римо-католик і 18 юдеїв), була мурована греко-католицька церква св. Безср. Косми і Дзміяна 1804 р., належала до парафії Залужжя Вільховецького деканату Перемишльської єпархії.
В 1936 р. була спільна для сіл Залужжя і Війське парафія, яка включала також присілок Долини і налічувала 2126 парафіян та належала до Сяніцького деканату Апостольської адміністрації Лемківщини. Метричні книги велися від 1779 р. Також була читальня «Просвіти».
На 1 січня 1939-го в селі з 1360 жителів було 1275 українців, 80 поляків і 5 євреїв. Село належало до Сяніцького повіту Львівського воєводства.
12 вересня 1939 року німці окупували село, однак уже 26 вересня 1939 року мусіли відступити з правобережної частини Сяну, оскільки за пактом Ріббентропа-Молотова правобережжя Сяну належало до радянської зони впливу. 27.11.1939 постановою Верховної Ради УРСР село в ході утворення Дрогобицької області включене до Ліського повіту. Територія ввійшла до складу утвореного 17.01.1940 Ліськівського району (районний центр — Лісько). Наприкінці червня 1941, з початком Радянсько-німецької війни, словацька армія оволоділа селом, а територія знову була окупована німцями. 29 липня 1944 року радянські війська знову оволоділи селом. В березні 1945 року, у рамках підготовки до підписання Радянсько-польського договору про державний кордон зі складу Дрогобицької області правобережжя Сяну включно з Військом було передане до складу Польщі.
Після Другої світової війни українське населення було піддане етноциду. Частина переселена на територію СРСР в 1945-1946 рр. Тих 193 українців, яким вдалось уникнути виселення, в 1947 році під час Операції Вісла депортували на понімецькі землі. Церква перетворена на костел.
У 1975-1998 роках село належало до Кросненського воєводства.

## Демографія
Демографічна структура станом на 31 березня 2011 року:
|          | Загалом | Допрацездатний вік | Працездатний вік | Постпрацездатний вік |
| -------- | ------- | ------------------ | ---------------- | -------------------- |
| Чоловіки | 198     | 48                 | 138              | 12                   |
| Жінки    | 181     | 64                 | 97               | 20                   |
| Разом    | 379     | 112                | 235              | 32                   |